# اثاث‌کشی

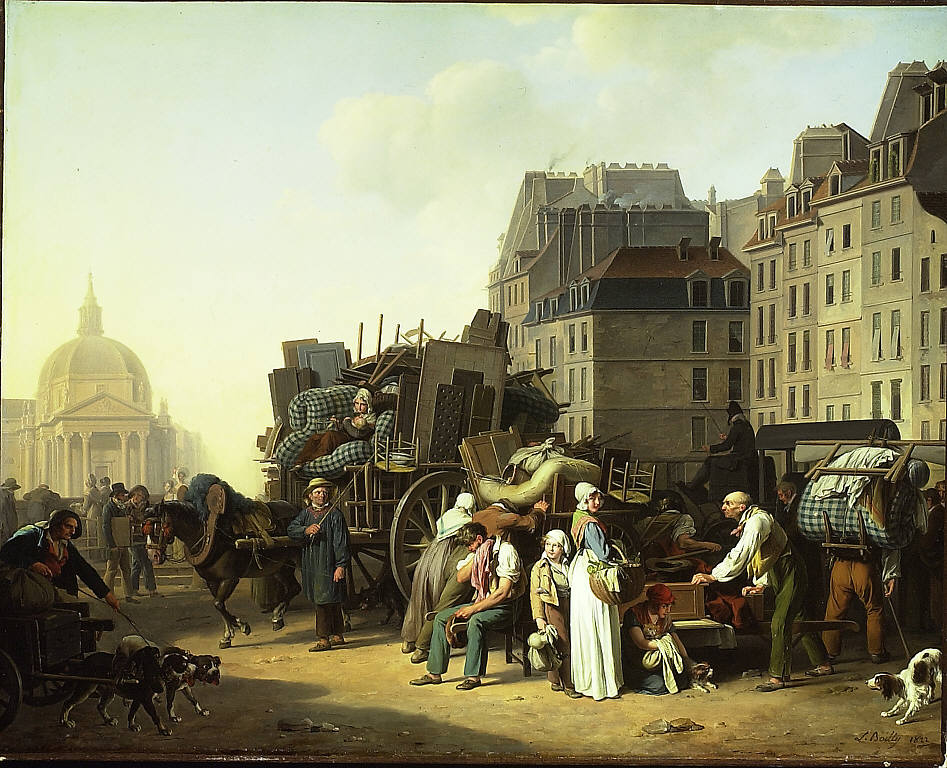
یک نقاشی در سال ۱۸۲۲ که یک خانواده را در حال اثاث‌کشی نشان می‌دهد.

اثاث‌کشی، اسباب‌کشی، نقل مکان یا جابه‌جایی (به انگلیسی: Relocation یا moving) به انتقال وسایل و اثاث منزل یا دفتر کار، از یک مکان به مکان دیگر (اقامتگاه) به منظور سکونت در مکان دیگر گفته می‌شود.
قبل یا پس از اثاث‌کشی نیاز به چند کار اداری مانند تغییر دادن آدرس و تلفن ثابت برای بیمه و ثبت احوال و غیره وجود دارد.

## تأثیر روانشناختی
در نظریه استرس هولمز برای بزرگسالان، "تغییر محل سکونت" یک فعالیت استرس زا تلقی می‌شود، ۲۰ درجه در این مقیاس به این فعالیت استرس زا تعلق گرفته‌است (مرگ همسر در این مقیاس ۱۰۰ درجه بالاترین رتبه) اختصاص داده شده‌است، اگرچه تغییرات دیگر در مقیاس (به عنوان مثال "تغییر در شرایط زندگی "،" تغییر در فعالیت‌های اجتماعی ") اغلب در نتیجه تغییر مکان رخ می‌دهد، و سطح استرس را بالاتر می‌برد.
مطالعات مختلف نشان داده‌است که خانه تکانی اغلب برای کودکان استرس‌زا است و گاهی اوقات با مشکلات طولانی مدت همراه است.
به گفته میتش پاتل، پنج نقطه اصلی فشار برای مشاغل بین‌المللی که به عنوان چالش‌های یک شغل جدید محسوب می‌شوند، عدم توانایی در فعالیت‌های خانه، مشکل در زبان و سایر مشکلات فرهنگی و… است.
جابه جایی برای افراد به غیر از تنش و اضطراب جابه‌جا شدن می‌تواند آثار روانی زیان‌بار تری هم داشته باشد. یکی از آثار روحی و روانی جابه جایی مسکن تحت تأثیر قرار گرفتن اصل سازگاری انسان است. به عبارت ساده‌تر، انسان به مرور با شرایط موجود وفق پیدا می‌کند، تغییر در زندگی انسان باعث ناخوشنودی و عدم سازگاری فرد با شرایط جدید می‌شود و تغییرات مداوم در زندگی می‌تواند باعث بروز مشکلات روانی نظیر پرخاشگری، ناامیدی و اضطراب شود؛ این امر در کودکان به علت توانایی کمتر در سازگار کردن خود با شرایط مختلف شدیدتر بروز می‌کند؛ لذا روانشناسان بر این عقیده اند که افرادی که مدام محل زندگی خود را تغییر می‌دهند به علت تغییرات در تعاملات اجتماعی، تغییر در محل سکونت و تغییر در محل تحصیل (در کودکان و نوجوانان) بیشتر در معرض بیماری‌هایی نظیر افسردگی و اضطراب هستند.

## حکمرانی
در بیشتر حوزه‌های حقوقی اعلام تغییر آدرس پس از اسباب‌کشی از نظر قانونی الزامی است.

## اثاث‌کشی خارج از کشور
اثاث‌کشی خارج از کشور به فردی ملقب می‌شود که به‌طور موقت یا دائم به کشوری غیر از کشور زادگاه خود نقل مکان می‌کند. غالباً شرکت‌های بزرگ کارمندان خود را برای کارهای کوتاه مدت یا بلند مدت به خارج از کشور می‌فرستند. ممکن است افرادی که دارای تخصص خاصی هستند به‌طور مستقل در کشورهای دیگر که بومی آن کشور نیستند کار پیدا کنند.